# Wöllersdorfer Stein

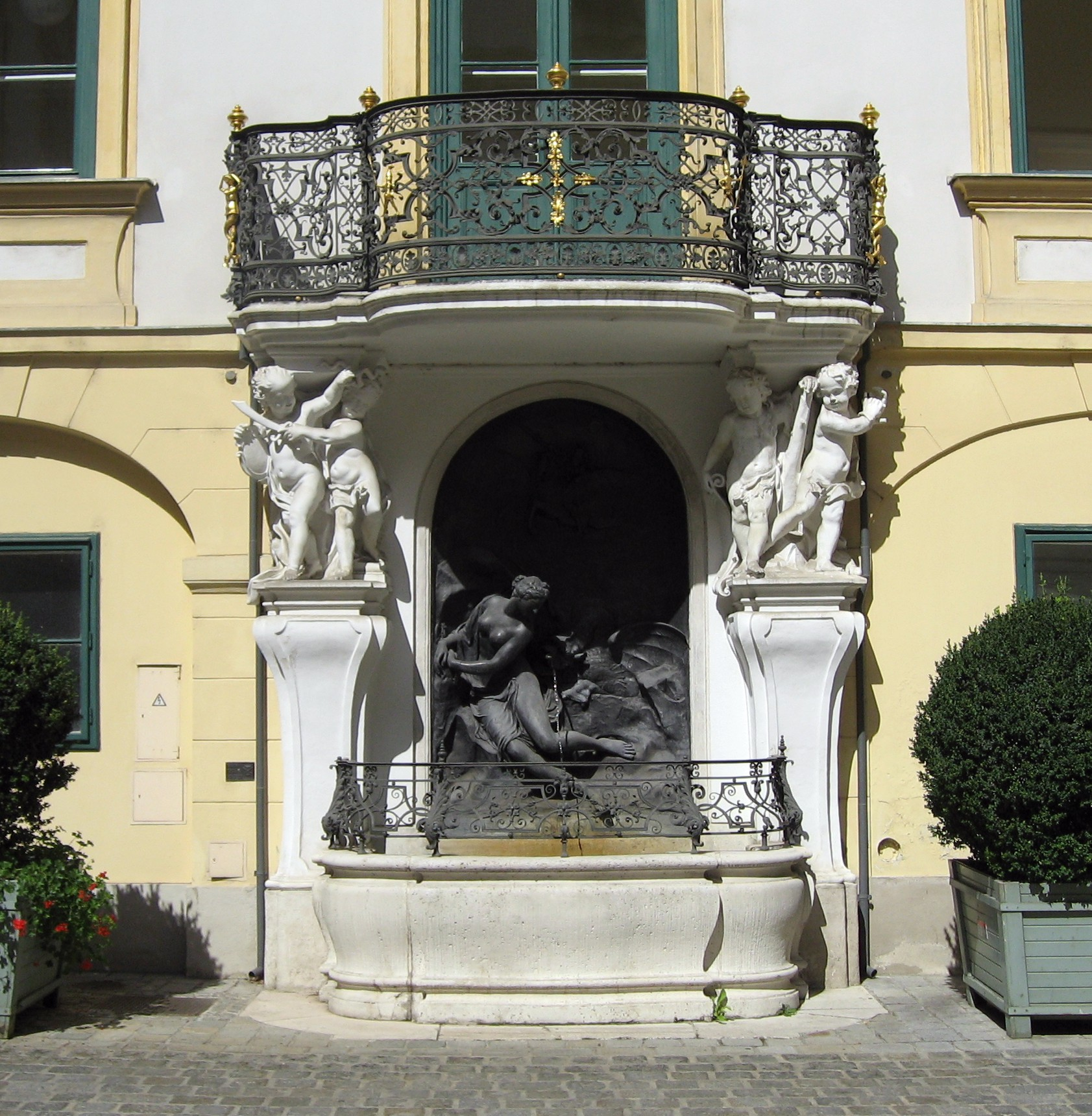
Andromedabrunnen von Georg Raphael Donner

Der Wöllersdorfer Stein ist ein qualitativ hochwertiger Kalkstein, der in Wöllersdorf im Wiener Becken gebrochen wurde.

## Verwendung
Aufgrund seiner Härte und Widerstandsfähigkeit wurde er ähnlich wie der Kaiserstein als Baugestein verwendet und kam meist als tragendes Element oder im Sockelbereich zum Einsatz.
Da er aber ein billigerer Stein als der Kaiserstein war, wurde er auch in Zeit nach den Franzosenkriegen zu Beginn des 19. Jahrhunderts vor allem für den Bau der Kellermauern öffentlicher Gebäude verwendet, während die Mauern oberhalb des Erdniveaus aus den billigeren Ziegeln aufgemauert wurde.

## Römischer Grabstein

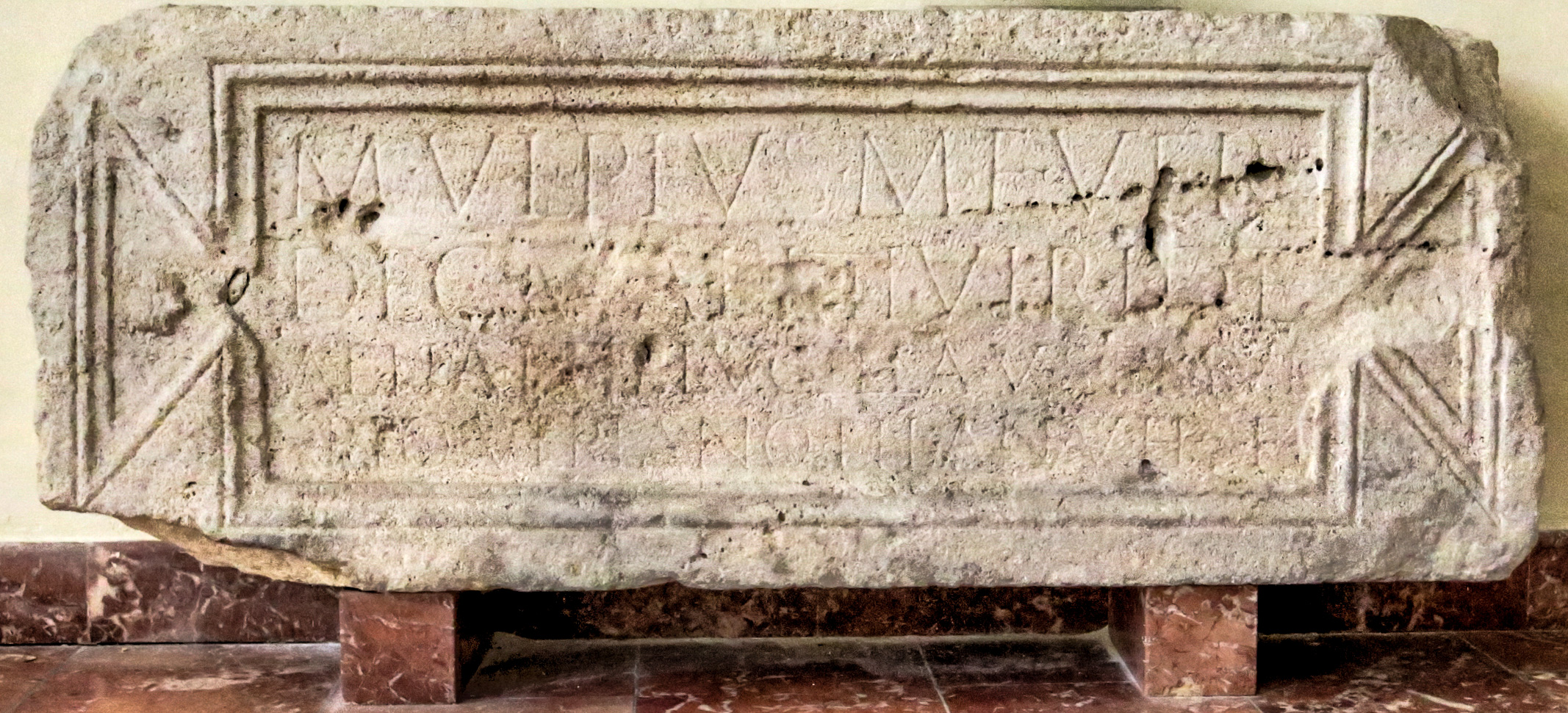
Römischer Grabstein Muthmannsdorf

Bei der Pfarrkirche Peter und Paul in Muthmannsdorf ist an der Außenmauer des Chors ein römischer Grabstein aus Wöllersdorfer Stein eingemauert. Seine Inschrift von 178 n. Chr. besagt, dass der römische Stadtrat M. Ulpius Verus von Carnuntum und seine Frau Lucilla den Stein für ihren fünfjährigen Sohn Ulpianus gestiftet haben.

## Brunnen in der Wiener Innenstadt
Einige Brunnen, deren Becken aus dem Wöllersdorfer Kalkstein besteht, dokumentieren die prominente Verwendung dieses Gesteins. Die beiden Grabenbrunnen auf dem Graben, die beiden Wandzierbrunnen an der Österreichischen Akademie der Wissenschaften, auf dem
Franziskanerplatz der Mosesbrunnen, der Andromedabrunnen im Innenhof des Alten Rathauses und der Minervabrunnen auf dem Stubenring.

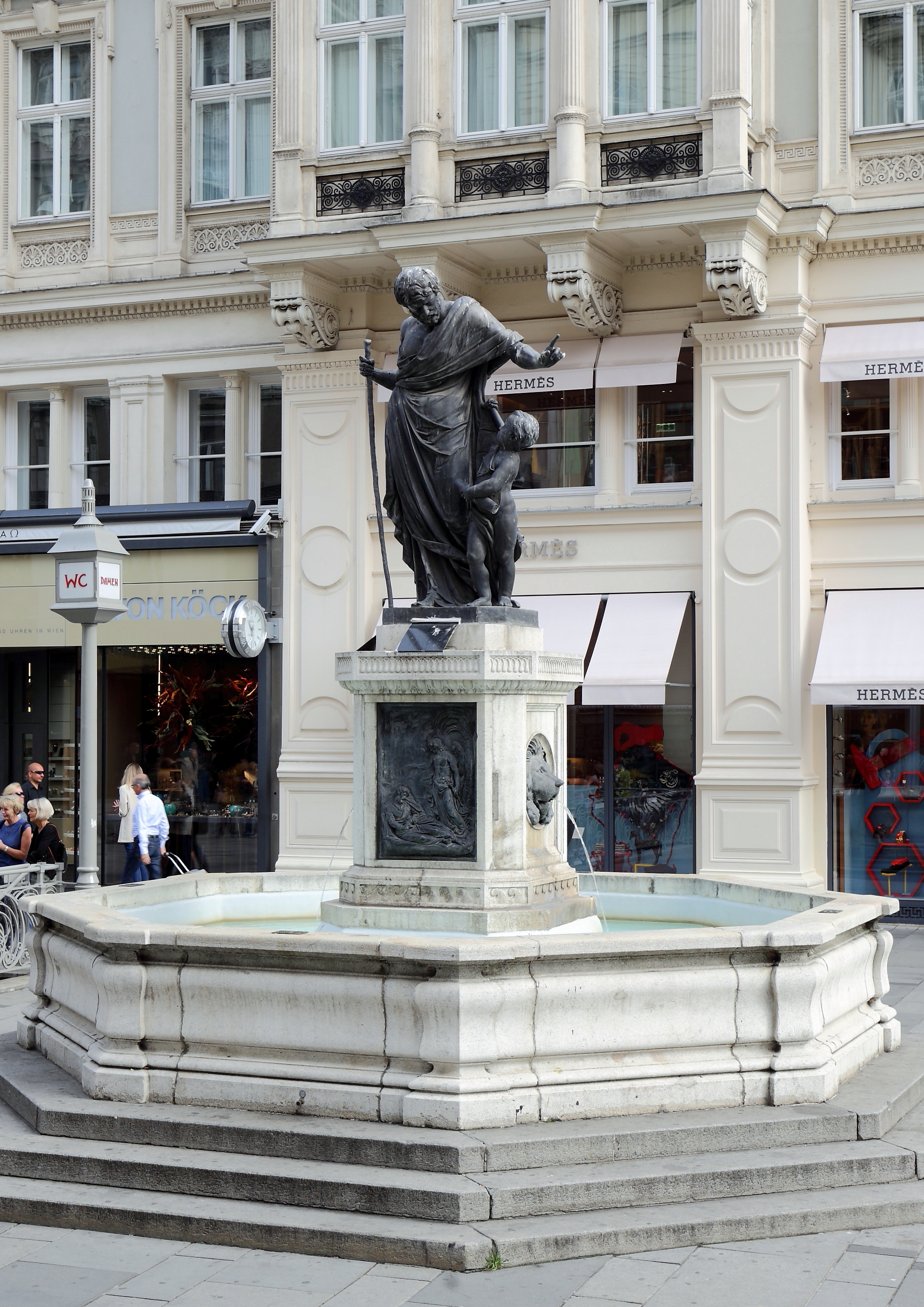
Josefsbrunnen am Graben
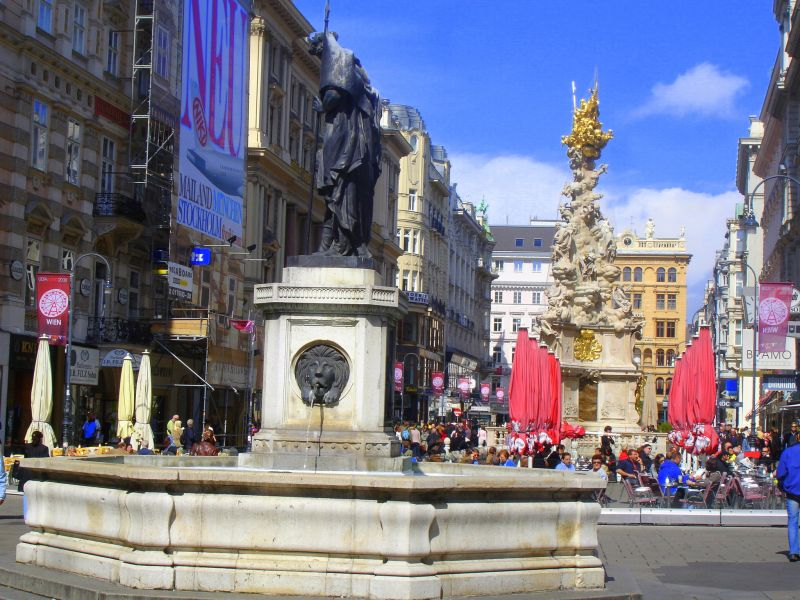
Leopoldsbrunnen am Graben
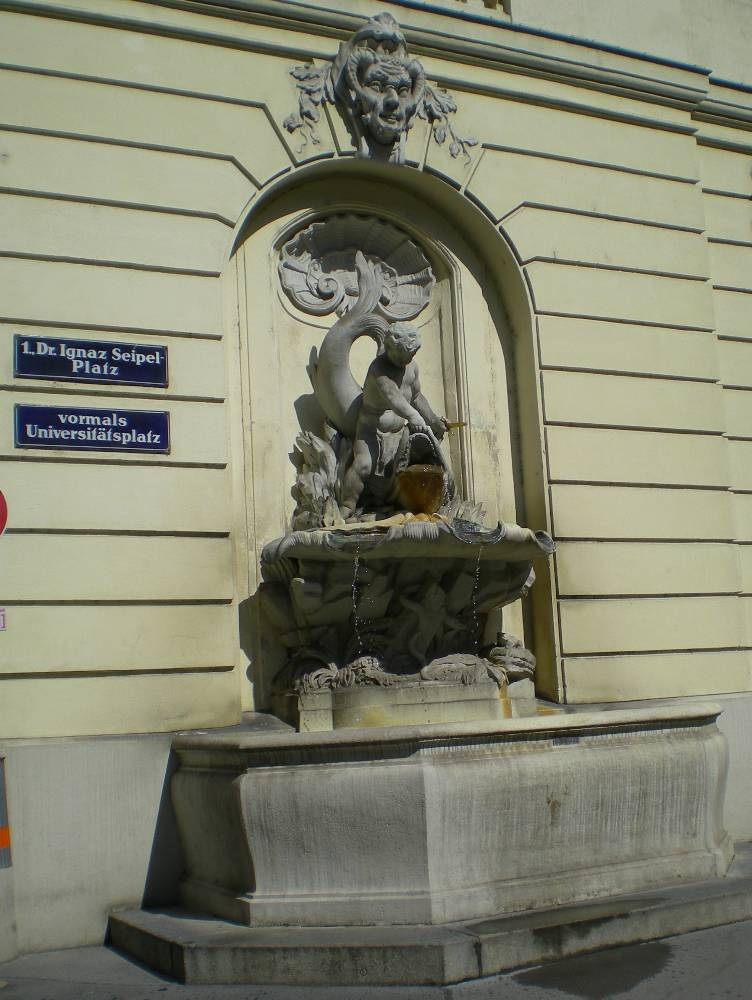
Wandzierbrunnen Knabe mit Delfin links
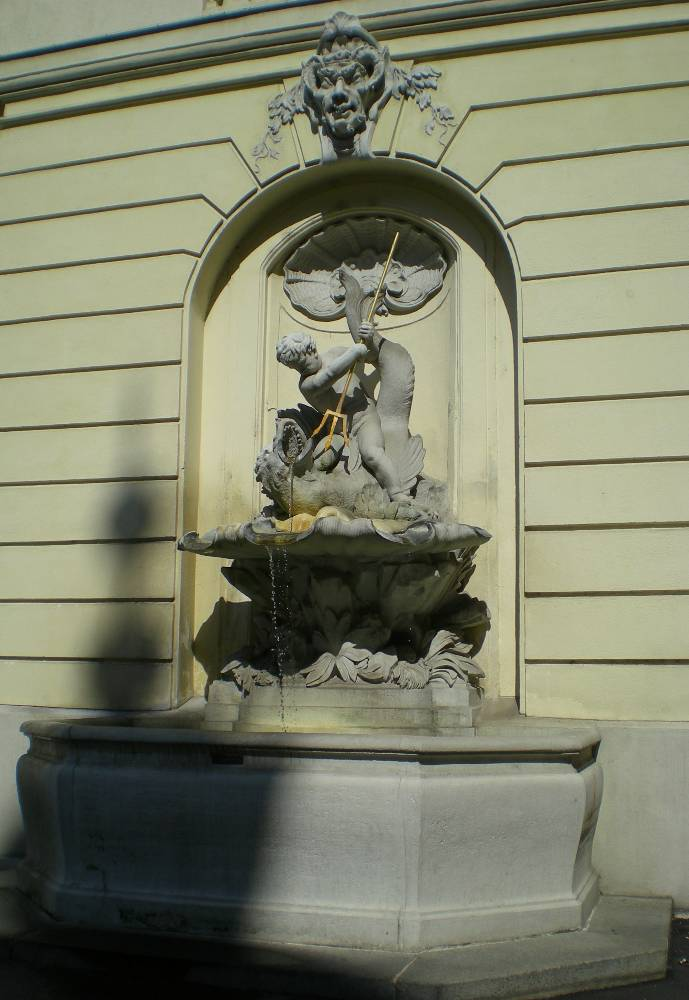
Wandzierbrunnen Knabe mit Delfin rechts
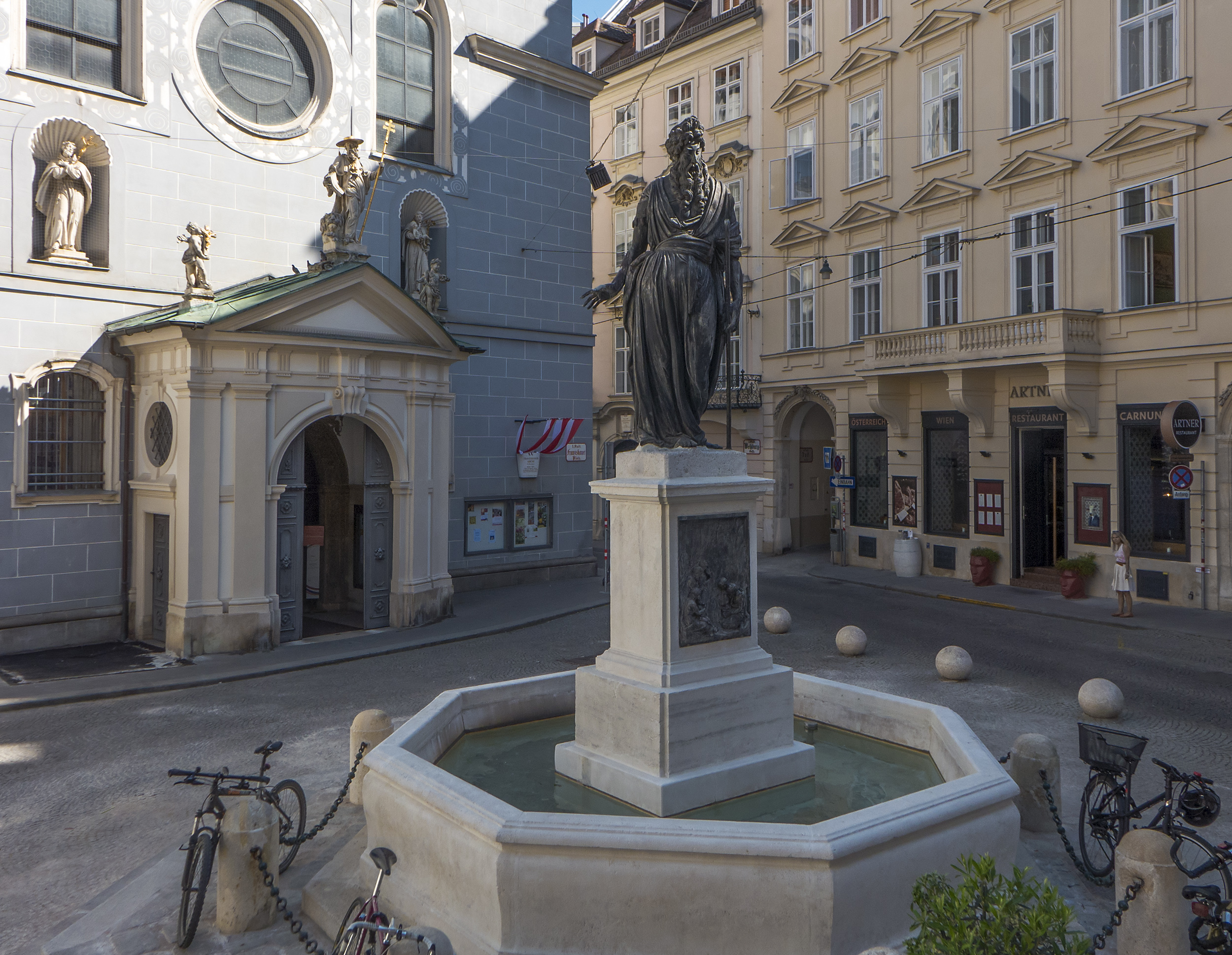
Mosesbrunnen
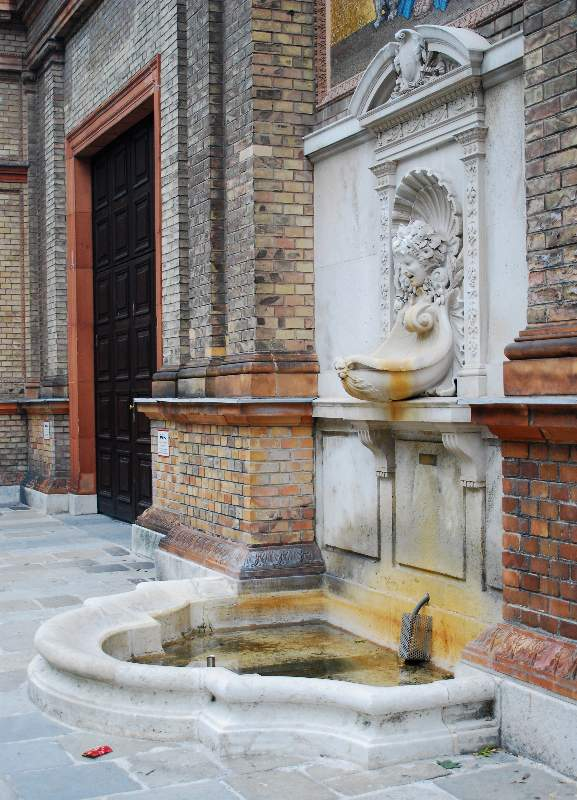
Minervabrunnen seitlich, unteres flaches Becken

## Staatsoper

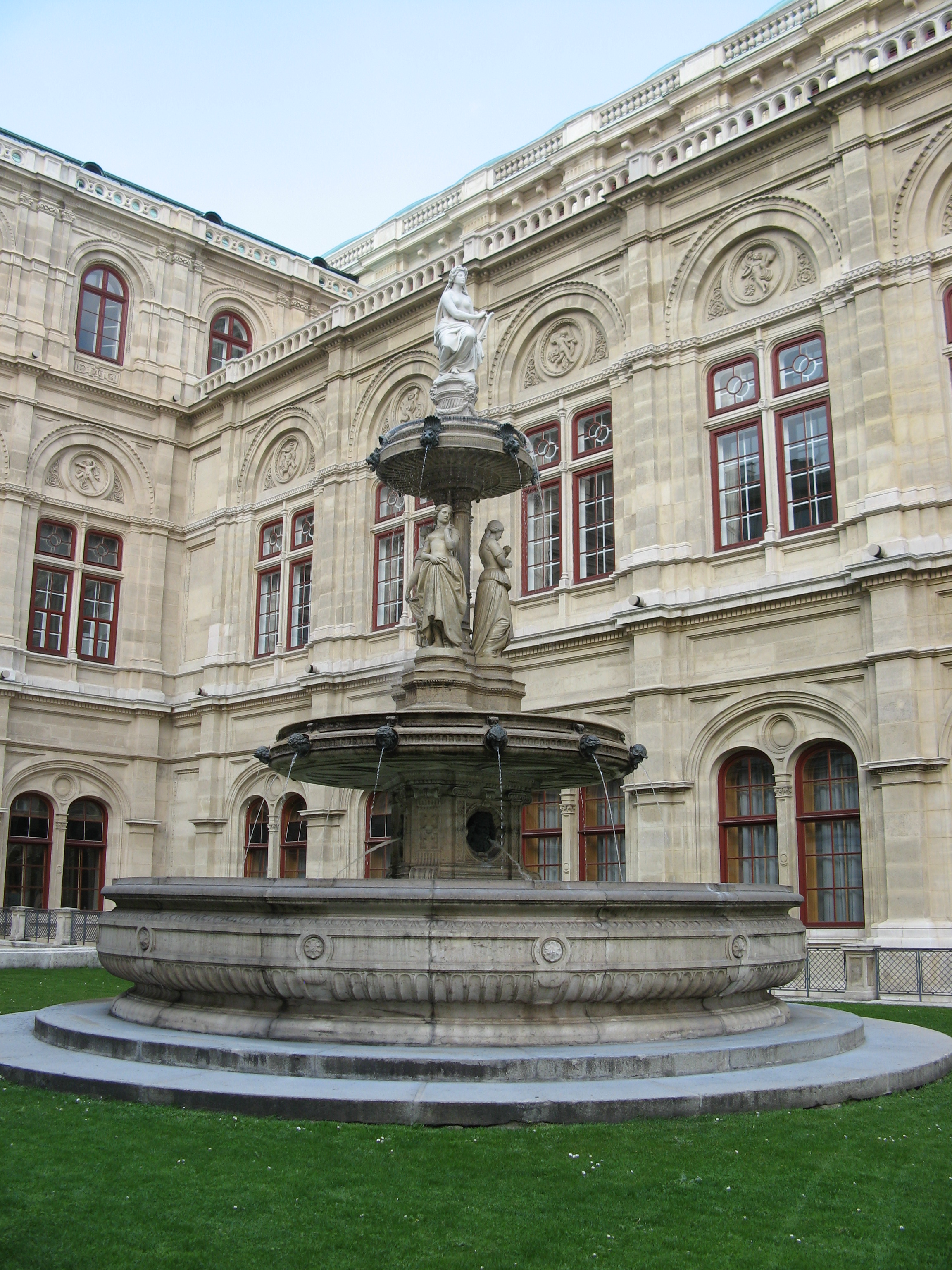
Opernbrunnen von Hanns Gasser

Für den Bau der Hofoper verwendbares Material:

„Wöllersdorfer Stein, steht bereits in Verwendung, ist ein vorzügliches hartes Material, nur bei großen Quantitäten etwas ungleich in der Textur (- innerer Zusammenhang) und nicht sehr bildsam für kleine Details. So muss selber nur zu Sockeln und freistehenden, einfach gegliederten Stützen verwendet werden, welche große Lasten tragen und einer starken Abnützung ausgesetzt sind.“

In den beiden rückspringenden Winkeln des Mittelrisalits der Oper je ein monumentaler Brunnen von 1868: Die Figuren Musik und Loreley sind aus Carraramarmor, die drei Figuren samt dem mittleren Becken, sowie der Hauptbrunnen selbst aus Wöllersdorfer Kalkstein.